# Terremoto de Copiapó de 1983
El Terremoto de Copiapó o de Atacama de 1983, fue un sismo de mayor intensidad ocurrido el 4 de octubre de 1983 a las 15:52 hora local (18:52 UTC). Este percibió en el norte de Chile, mayormente entre los poblados de Chañaral y de Copiapó en la Región de Atacama. También se sintió en Argentina, Bolivia y Brasil.

## Sismología
El epicentro se ubicó a unos 54 km al oeste-noroeste del poblado de Diego de Almagro, Provincia de Chañaral, por lo tanto, a unos 22 km al sureste de Chañaral y a unos 95 km al noroeste de Copiapó; y su hipocentro se localizó a unos 15 km de profundidad aproximadamente. Tuvo una magnitud de 7.4 MW y una intensidad máxima de VII Mercalli (Muy fuerte) según el Servicio Geológico de Estados Unidos. La energía símica liberada se aproxima a unos 7.9 x 1015 joules.

## Efectos
Fallecieron 5 personas y otras 24 fueron heridas, además se reportó considerables daños en edificios públicos de las zonas urbanas de Chañaral y Copiapó. De esta última, se remarca el caso del Hospital Regional de Copiapó, el cual sufrió deterioros estructurales en los muros, en la escalera del segundo nivel y en las columnas exteriores e interiores, estos habían sido dañados también después de un sismo en 1978 ocurrido en la misma zona y 12 años después, tras el Terremoto de Antofagasta de 1995.
Se observó una leve variación en la marea frente a las costas de la Región de Valparaíso (un tsunami menor), pero no terminó en algo más grave.